# Åke Romdahl
Åke Romdahl, född 28 februari 1910 i Göteborg, död 2 januari 2001, var en svensk forstmästare, målare, tecknare och grafiker.
Han var son till Axel Romdahl och Gudrun Biller samt bror till Gunnar Romdahl. Han utbildade sig vid Valands målarskola i Göteborg och fortsatte därefter studierna för Carl Wilhelmson och i Italien. Tillsammans med Bo Carlander ställde han ut i Linköping 1948 och tillsammans med sin bror i Motala 1952 samt tillsammans med Erica Cabbe-Blomqvist på galleri Brinken i Stockholm 1953. Han medverkade i utställningarna Unga Göteborgare i Hälleforsnäs, Fem Göteborgare i Karlskoga och Decemberutställningarna på Göteborgs konsthall. Hans konst består av landskap, stilleben, figurmotiv och porträtt utförda i olja, akvarell, pastell eller i form av träsnitt och teckningar. Romdahl finns representerad vid Östergötlands museum i Linköping. 